# ZeniMax Media
ZeniMax Media Inc. ist eine Holdinggesellschaft und tritt hauptsächlich als Muttergesellschaft des amerikanischen Computerspielpublishers Bethesda Softworks in Erscheinung, der sämtliche Veröffentlichungen des Konzerns betreut. Die Firma hat ihren Sitz in Rockville (Maryland). ZeniMax wurde 1999 von Bethesda-Gründer Christopher Weaver und Robert A. Altman gegründet, um den strauchelnden Publisher mit frischem Kapital zu versorgen. Das Unternehmen unterhält mehrere namhafte Entwicklerstudios und hält die Rechte an den Computerspielreihen The Elder Scrolls, Fallout und Doom. Im März 2021 wurde ZeniMax Media von Microsoft übernommen.

## Geschichte
ZeniMax Media wurde im Jahr 1999 von Christopher Weaver und Robert A. Altman gegründet. Das ebenfalls von Weaver gegründete Entwicklerstudio Bethesda Softworks befand sich zu diesem Zeitpunkt in großen finanziellen Schwierigkeiten und benötigte neues Kapital. Weavers Vision war es, Bethesda Softworks als Hybrid-Medien-Unternehmen aufzustellen, das Cross-Media-Inhalte für eine Vielzahl verschiedenen Plattformen schaffen sollte. Weaver brachte Altman als CEO mit an Bord, der seine Aktien in Bethesda Softworks einbrachte, so dass die neue Muttergesellschaft (ZeniMax Media) finanziert werden konnte. ZeniMax übernahm anschließend Bethesdas Muttergesellschaft, die ebenfalls im Besitz von Weaver befindliche Media Technology. 2002 wechselte Weaver in eine nicht-operative Rolle, nachdem 2001 der Entwicklungs- und Forschungsbereich geschlossen wurde, den Weaver als Chief Technology Officer hätte leiten sollen. Weaver, der weiterhin einen Anteil von 33 % am Unternehmen hielt, fühlte sich von seinen Geschäftspartnern aus dem Unternehmen gedrängt und erhob Klage gegen ZeniMax. Die Klage wurde fallen gelassen, als bekannt wurde, dass Weaver seine Berechtigungen als Geschäftsführer genutzt hatte, um die E-Mails seiner Angestellten zu durchsuchen.
Unter ZeniMax Media erhielt Bethesda finanziell neue Stabilität, die zwischenzeitlich ausgelagerte Entwicklungsabteilung Bethesda Game Studios veröffentlichte 2002 erfolgreich The Elder Scrolls III: Morrowind und 2006 The Elder Scrolls IV: Oblivion. Im Jahr 2004 erwarb ZeniMax Media zudem das Fallout-Franchise von Interplay Entertainment. Das ebenfalls von den Bethesda Game Studios entwickelte Fallout 3 wurde im Oktober 2008 veröffentlicht. Bethesda ist des Weiteren Publisher von drei neuen Star-Trek-Spielen, Star Trek: Legacy (PC/Xbox 360), Star Trek: Tactical Assault (Nintendo DS/PlayStation Portable), und Star Trek: Encounters (PlayStation 2).
Im Jahr 2007 wurde bekannt, dass der Risiko-Kapitalgeber Providence Equity Partners erneut in ZeniMax Media investiert. Damit gehören 9 % von ZeniMax Media der ProSiebenSat.1 Media AG.
Am 24. Juni 2009 wurde bekannt, dass ZeniMax Media den unabhängigen Spieleentwickler id Software gekauft hatte und zukünftige id-Spiele über Bethesda veröffentlicht werden. Im September 2009 erwarb ZeniMax Media die Rechte am Prey-Franchise. Im Dezember 2009 erwarb ZeniMax Media die Veröffentlichungsrechte am id-Softwarespiel Rage, das ursprünglich von Electronic Arts veröffentlicht werden sollte.
Am 12. August 2010 erwarb ZeniMax Media das unabhängige Studio Arkane Studios.
Am 3. März 2011 kündigte ZeniMax Media eine Partnerschaft mit der USC School of Cinematic Arts (University of Southern California) an, um deren Fachbereich für Interaktive Medien mit einem Bildungsprogramm von Gastvorlesungen und Praktika zu unterstützen.
Am 19. Dezember 2015 wurde die Niederlassung im irischen Galway geschlossen. Dabei wurde der ansässige Kundensupport komplett eingestellt.
Am 21. September 2020 wurde bekannt, dass Microsoft die ZeniMax Holding und damit auch den dazugehörigen Publisher Bethesda Softworks übernehmen wird. Die Übernahme hat 7,5 Milliarden Dollar gekostet und wurde am 9. März 2021 abgeschlossen.
Im Mai 2024 wurden Alpha Dog Games, Tango Gameworks sowie die Niederlassung von Arkane Studios in Austin geschlossen. Des Weiteren wurde Roundhouse Studios mit ZeniMax Online Studios fusioniert.

## Entwicklerstudios
Die folgenden Videospiele Entwickler Studios und Marken sind im Besitz von ZeniMax Media:
| Studio                 | Gründung | Übernahme |
| ---------------------- | -------- | --------- |
| Arkane Studios         | 1999     | 2010      |
| Bethesda Softworks     | 1986     | 1999      |
| id Software            | 1991     | 2009      |
| MachineGames           | 2009     | 2010      |
| ZeniMax Online Studios | 2007     | —         |

Ehemalige Studios
- Alpha Dog Games (2019 übernommen, 2024 geschlossen)
- Battlecry Studios (2018 von Bethesda Game Studios übernommen, weitergeführt als "Bethesda Game Studios Austin")
- Mud Duck Productions
- Roundhouse Studios (2019 gegründet, Fusion mit ZeniMax Online Studios)
- Tango Gameworks (2010 gegründet, 2024 geschlossen)
- Vir2L Studios (Mobiltelefon-/Handheld Spieleentwickler)